# Pachyanthidium bicolor
Pachyanthidium bicolor är en biart som först beskrevs av Amédée Louis Michel Lepeletier 1841.  Pachyanthidium bicolor ingår i släktet Pachyanthidium och familjen buksamlarbin. Inga underarter finns listade i Catalogue of Life.